# Saint-Maximin-la-Sainte-Baume
Saint-Maximin-la-Sainte-Baume, település Franciaországban, Var megyében.

## Fekvése
Brignolestől északkeletre fekvő település.

## Története

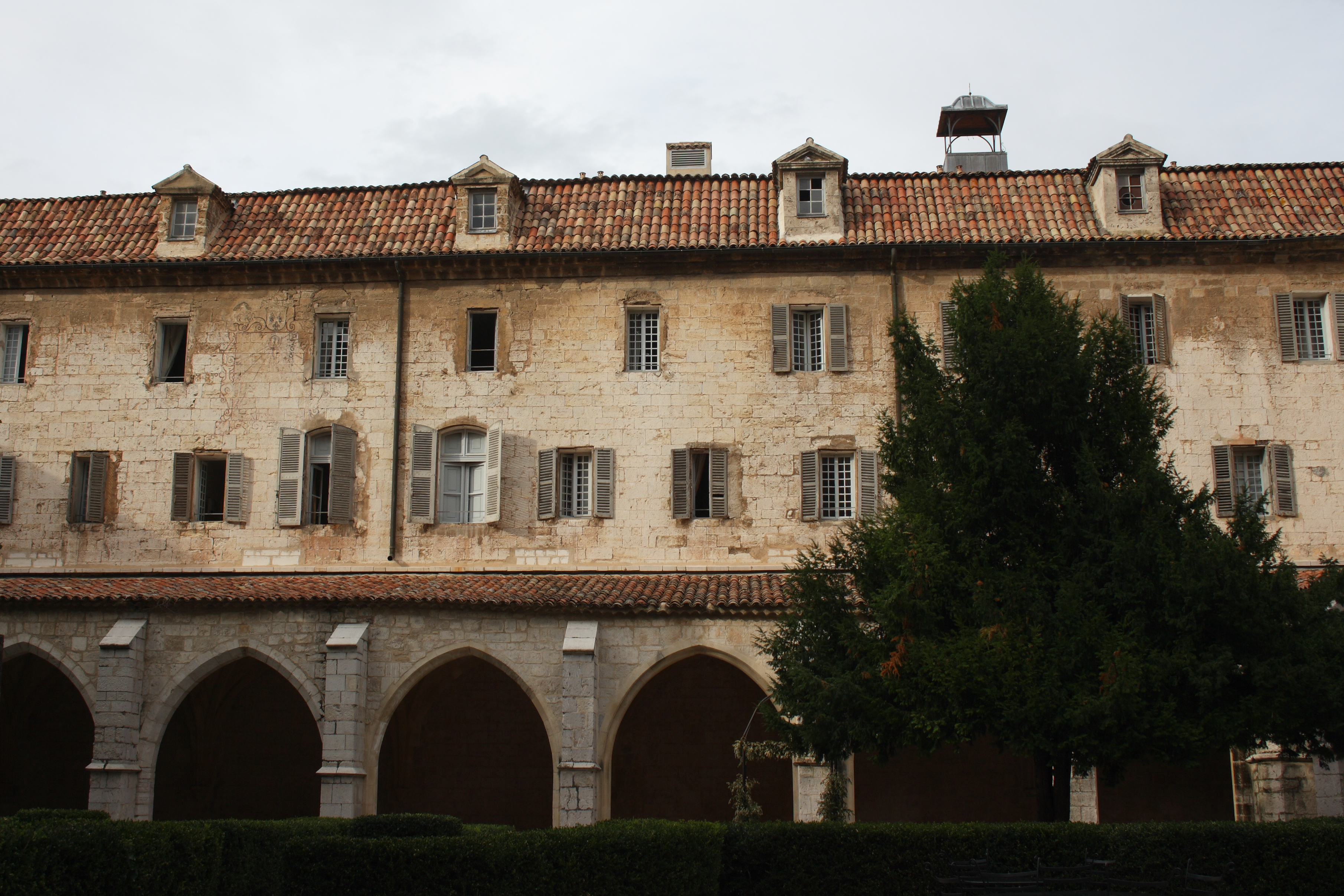
Saint-Maximin-la-Sainte-Baume Couvent

Területe már a római időkben is lakott volt, amit a város központjában feltárt római Villa  maradványai is bizonyítanak. A környék a Marsielle-i Szent Viktor apátság függőségéhez tartozott: Saint-Maximin, Saint-Jean, Saint-Mitre, Sainte-Marie. A  Szent Maximin román stílusú plébániatemplomot  a 12. században I. Berenguer Ramon provencei gróf építtette.

## Mária Magdolna kultusz
Az alapító hagyomány szerint 1279-ben a kisváros, Saint-Maximin kriptájában volt eltemetve Mária Magdolna és nem Vézelayban. Az ő testvére volt, Lázár és Maximin, a 3. századi vértanú. Az alapító legenda szerint Mária Magdolna több társával (testvéreivel, a későbbi szent Lázárral és szent Mártával, továbbá szent Maximinusszal és más tanítványokkal) együtt a Szentföldről elmenekült. Palesztinában felszálltak egy vitorla és evezők nélküli csónakra, amellyel hosszas utazás után végül a Rhône folyó torkolatánál vetődtek partra (időszámításunk szerint 40 körül), és innen indultak a tartomány megtérítésére.
Saint-Maximin közelében van az a barlang is (a Sainte Baume), amelyben Mária Magdolna meghúzta magát, és ahonnan testét (később) a bazilikát megelőző templomba vitték. Mária Magdolna maradványait II. Károly (Charles II Anjou ) nápolyi király - kinek felesége Árpád-házi Mária magyar hercegnő (V. István magyar király lánya lett - fedezte fel, amikor 1279 decemberében személyesen felügyelte a régi altemplom feltárását. Emlékére alapította az itteni hatalmas Sainte Marie-Madeleine gótikus bazilikát.
A bazilika kriptájában van a szarkofág, amely a hatodik századra datálható. A középkori egyházi szokásoknak megfelelően, melyek szerint a szentek egyik-másik testrészét külön is kiállították (Szent Jobb); Mária Magdolna esetében koponyáját a szarkofágon kívül, egy speciális, emberi fejet és nyakat ábrázoló, aranyozott, kristályüveggel lezárt ereklyetartóban tárolják, és amelyet minden év július 22-én körmenetben végighordoznak a városka utcáin.
1974-ben (a Vatikán engedélyével) igazságügyi orvostani és antropológiai vizsgálatnak vetették alá, amely azt mutatta ki, hogy a koponya egy mediterrán típusú, ötven-hatvan év körüli nőé volt, aki az első század körül halt meg.

## Nevezetességek
- Szent Maximin plébániatemplom -  a 12. században I. Berenguer Ramon provencei gróf építtette.

## A Szent Maximin plébániatemplom

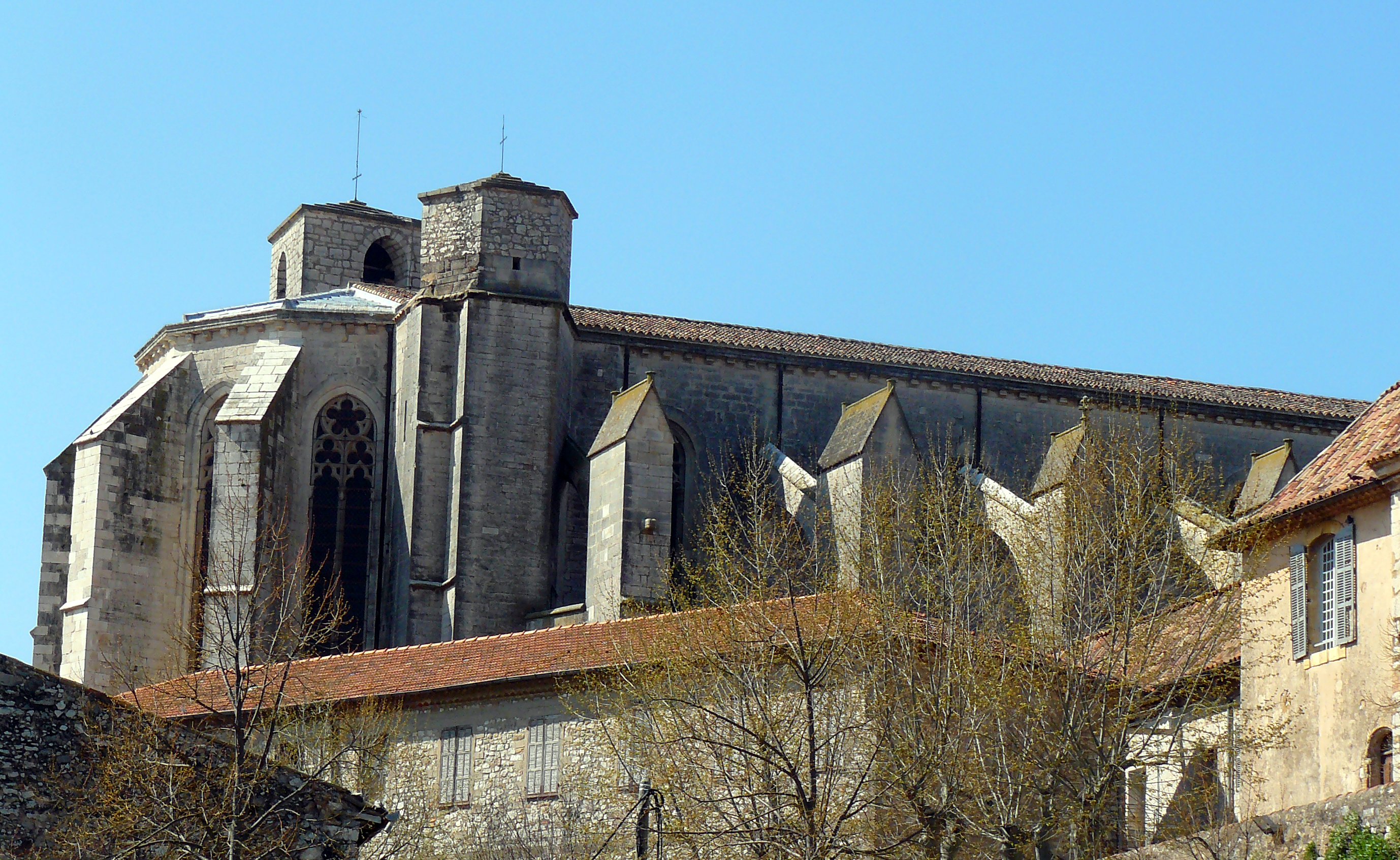
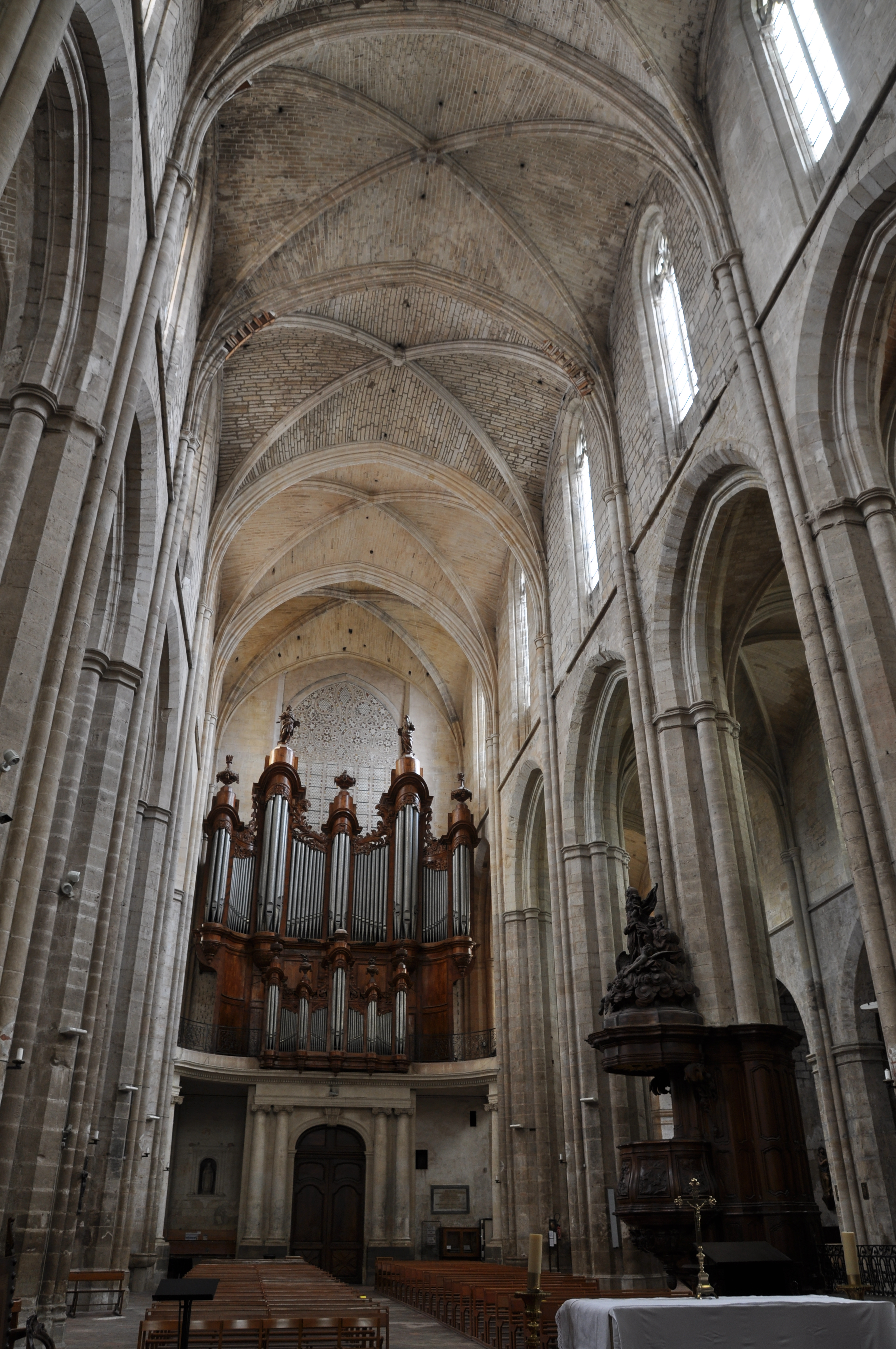
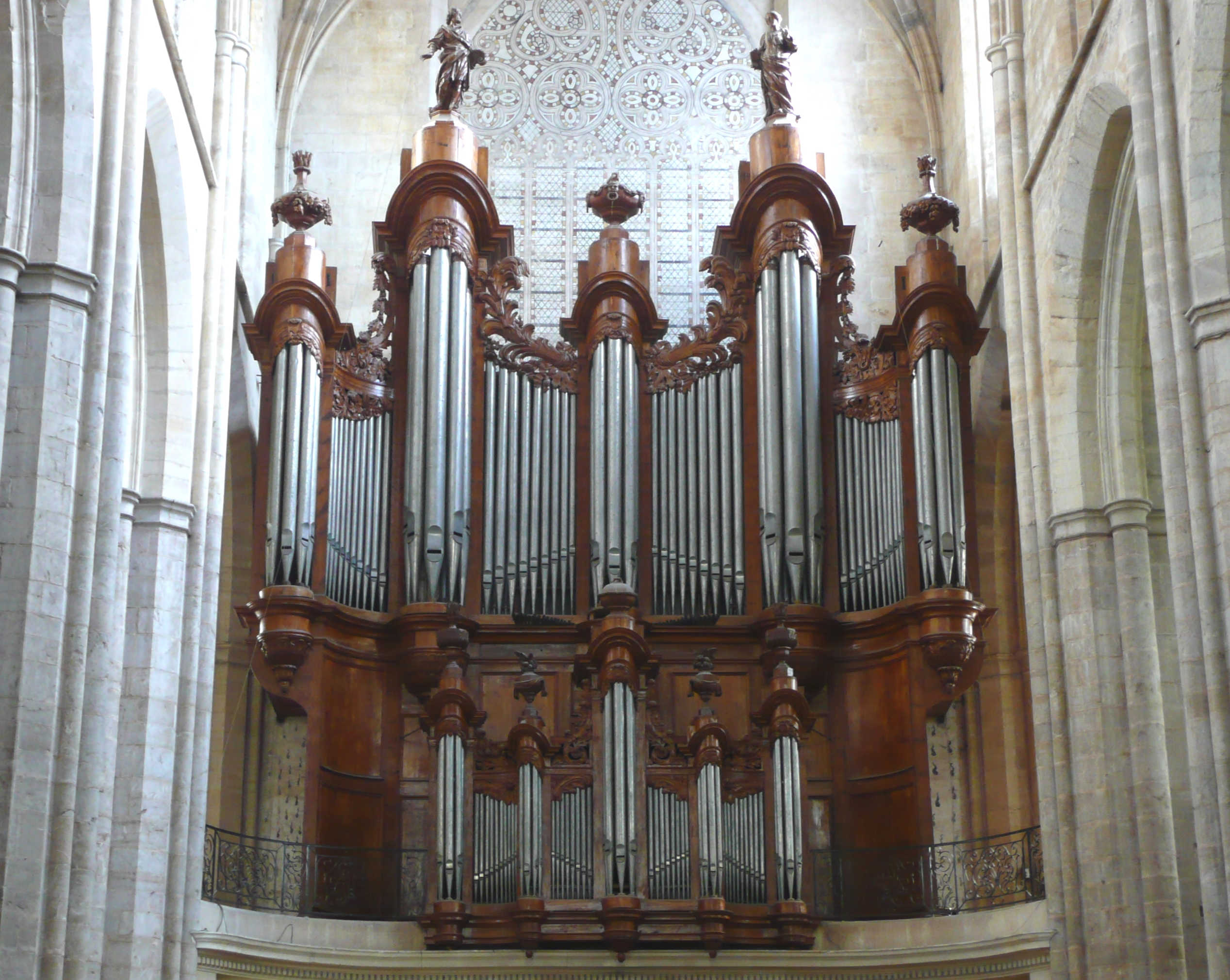
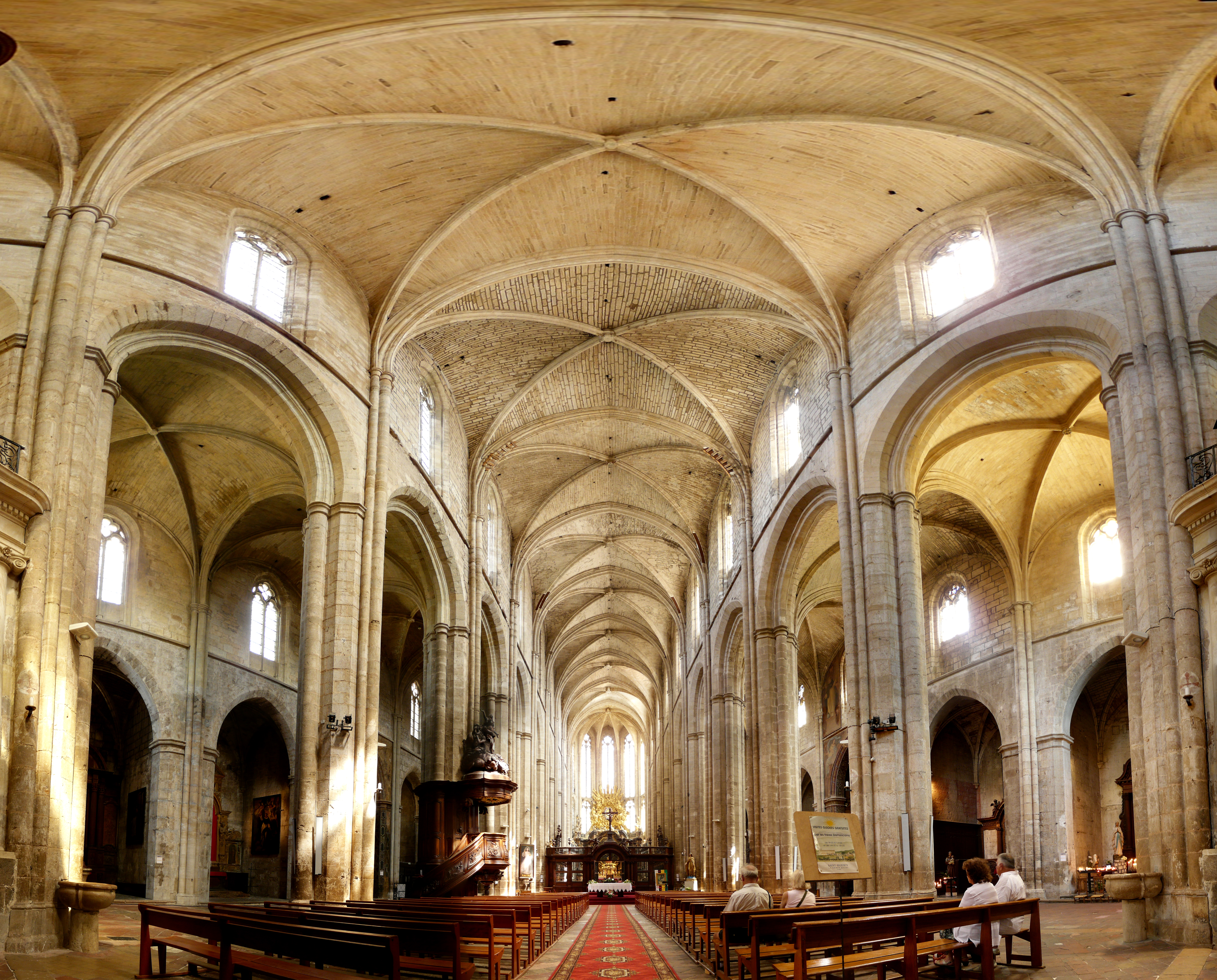
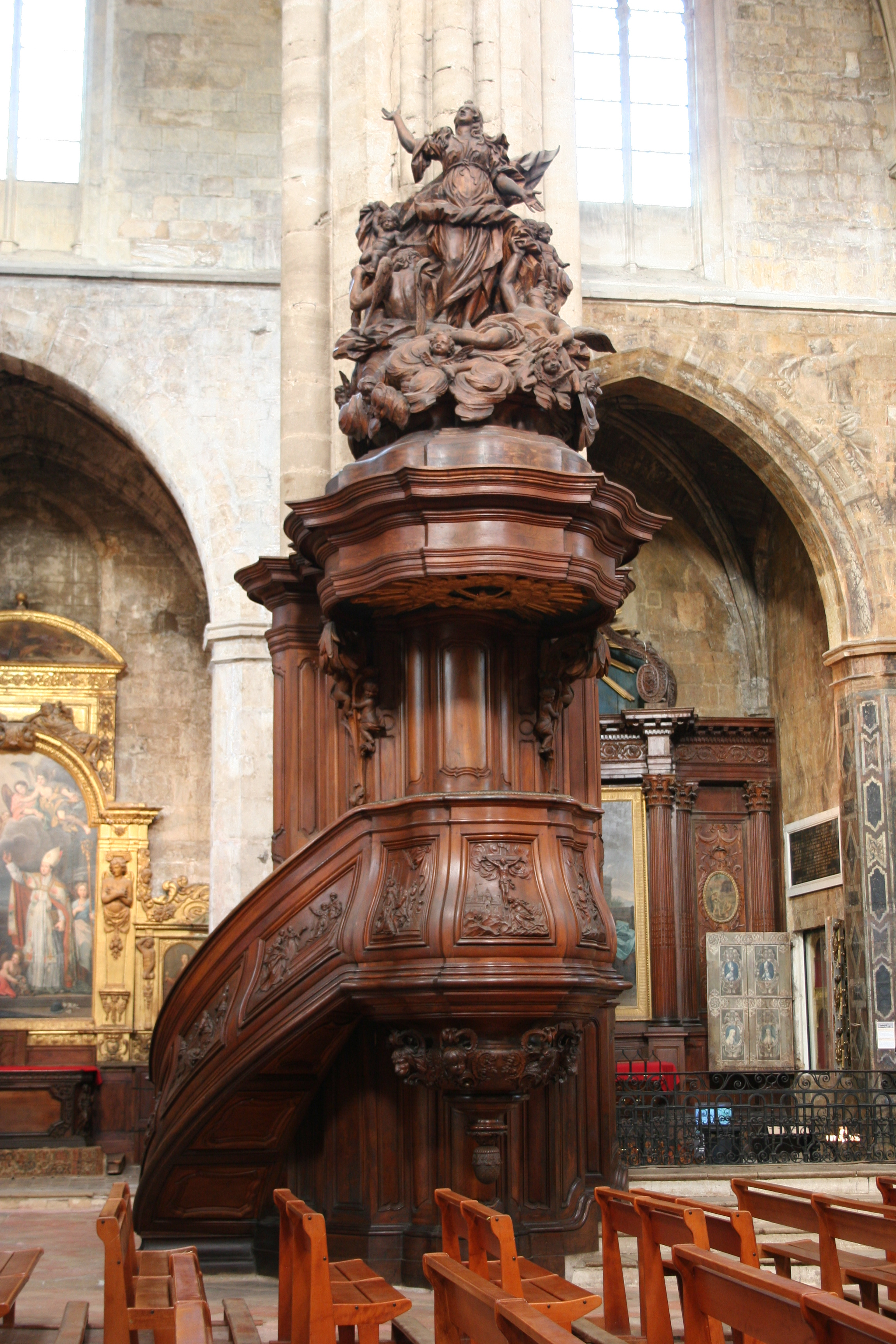
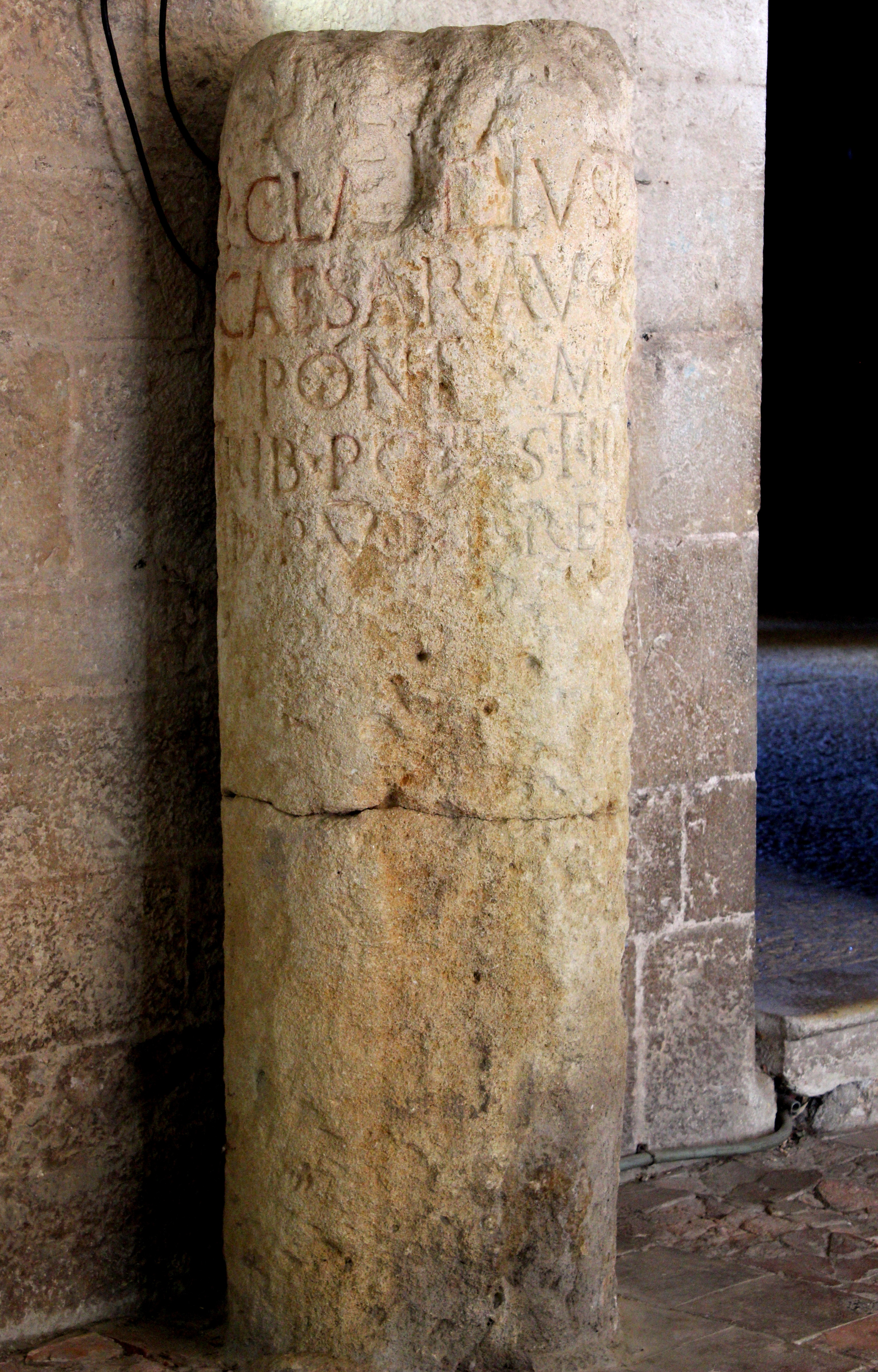
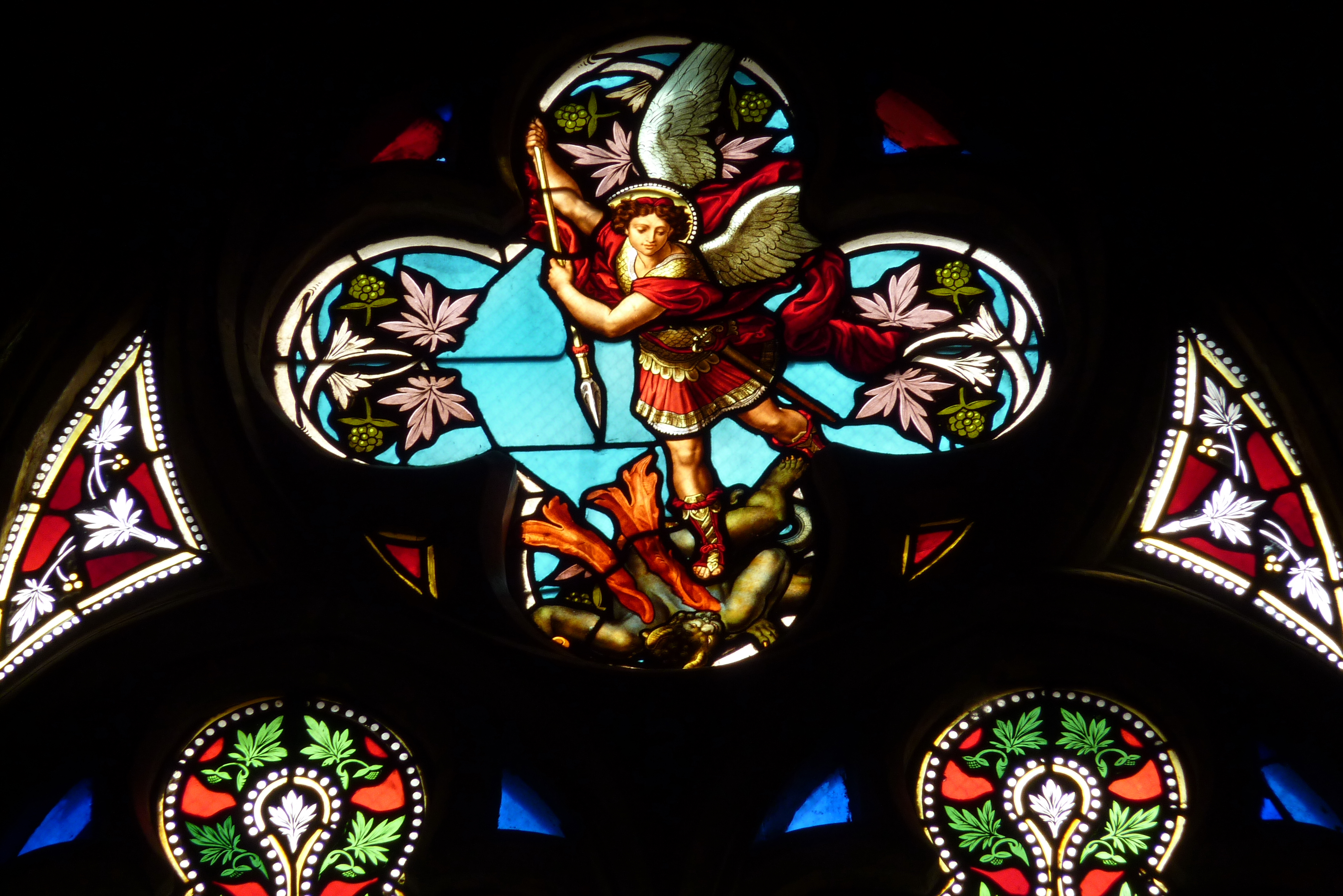
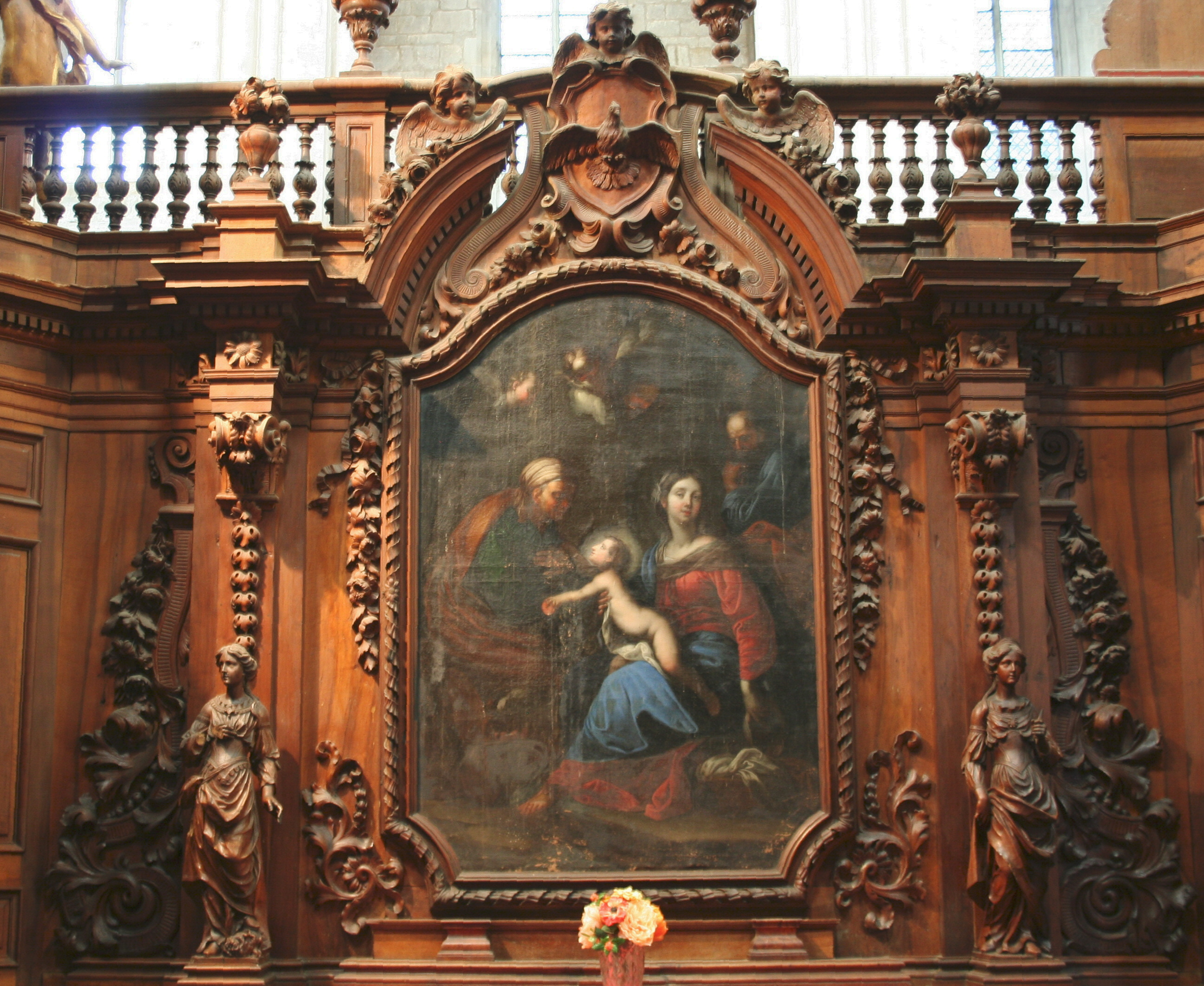